# Ilona Elek
Ilona Elek-Schacherer (Boedapest, 17 mei 1907 - aldaar, 24 juli 1988) was een Hongaars schermster.
Elek won tijdens de Olympische Zomerspelen 1936 de gouden medaille met de floret. Tijdens de volgende spelen twaalf jaar later prolongeerde Elek haar Olympische titels. Elek was de enige individuele sporter die haar titel prolongeerde. In 1952 moest Elek genoegen nemen met de zilveren medaille.
Elek werd individueel alleen in 1951 wereldkampioen met het team werd zij vijfmaal wereldkampioen. Het floret team werd pas in 1960 een olympisch onderdeel.

## Resultaten

### Olympische Zomerspelen
| Jaar | Plaats   | Resultaten |
| ---- | -------- | ---------- |
| 1936 | Berlijn  | floret     |
| 1948 | Londen   | floret     |
| 1952 | Helsinki | floret     |

### Wereldkampioenschappen schermen
| Jaar | Plaats      | Resultaten           |
| ---- | ----------- | -------------------- |
| 1937 | Parijs      | floret team · floret |
| 1948 | Den Haag    | floret team          |
| 1951 | Stockholm   | floret · floret team |
| 1952 | Monte Carlo | floret team          |
| 1953 | Brussel     | floret team          |
| 1954 | Luxemburg   | floret team · floret |
| 1955 | Rome        | floret team · floret |
| 1956 | Londen      | floret team          |
| 1957 | Parijs      | floret team          |

1924: Ellen Osiier ·
1928: Helene Mayer ·
1932: Ellen Preis ·
1936: Ilona Elek ·
1948: Ilona Elek ·
1952: Irene Camber ·
1956: Gillian Sheen ·
1960: Heidi Schmid ·
1964: Ildikó Uslaky-Rejtő ·
1968: Jelena Novikova ·
1972: Antonella Ragno-Lonzi ·
1976: Ildikó Schwarczenberger ·
1980: Pascale Trinquet ·
1984: Luan Jujie ·
1988: Anja Fichtel ·
1992: Giovanna Trillini ·
1996: Laura Badea ·
2000: Valentina Vezzali ·
2004: Valentina Vezzali ·
2008: Valentina Vezzali ·
2012: Elisa Di Francisca ·
2016: Inna Deriglazova ·
2020: Lee Kiefer ·
2024: Lee Kiefer